# Cvi Gueršoni
Cvi Gueršoni (hebrejsky: צבי גרשוני, žil 1915 – 1. září 1976) byl izraelský politik a poslanec Knesetu za stranu Ma'arach.

## Biografie
Narodil se ve městě Bălţi v tehdejší Ruské říši (pak Rumunsko, dnes Moldavsko). V roce 1936 přesídlil do dnešního Izraele. Studoval základní školu a hebrejské gymnázium v Rumunsku a ekonomii na Hebrejské univerzitě.

## Politická dráha
V mládí se zapojil jako středoškolský student do sionistického hnutí Makabi a pak Gordonia, v jehož rumunském vedení zasedal. Zároveň byl členem ústředního výboru hnutí he-Chaluc v Rumunsku. Po příchodu do dnešního Izraele pracoval v sadech v Rechovotu, pak v letech 1937–1940 v haifském přístavu. V roce 1943 patřil mezi zakladatele kibucu Nir Am. Během války za nezávislost byl tajemníkem židovských vesnic v Negevu. V letech 1946–1947 působil jako vyslanec do židovských beženeckých táborů v Evropě, kde se soustřeďovali přeživší holokaustu. Angažoval se v hnutí Ichud ha-Kvucot ve-ha-Kibucim, kde působil i jako tajemník pro záležitosti vnitra.
V izraelském parlamentu zasedl poprvé po volbách v roce 1969, do nichž šel za Ma'arach. Byl členem parlamentního výboru pro ekonomické záležitosti a výboru finančního. Opětovně byl za Ma'arach zvolen ve volbách v roce 1973. Nastoupil do výboru pro ústavu, právo a spravedlnost a výboru finančního. Zemřel v průběhu funkčního období. V Knesetu ho nahradila Senetta Joseftal.